# Hendrik Joseph Bellen
Hendrik Joseph Bellen (Kerkrade, 30 mei 1884 – Assen, 11 april 1961) was een amateur-archeoloog.
Hij maakte carrière in het leger en ontwikkelde belangstelling in de archeologie. In 1920 werd hij overgeplaatst naar Ede waar hij veel vondsten op de Eder Heide en Ginkelse Heide verzamelde. Het gebied werd destijds ontgonnen om de werklozen tewerk te stellen. Hij was medeoprichter van de  Vereeniging "Oud-Ede".
Tussen 1923 en 1931 legde hij een omvangrijke collectie aan, voornamelijk door eigen opgravingen. Hij verzamelde ook vondsten bij de Hunneschans en het Uddelermeer. Hij stond in contact met onder andere Willem Oosting, Albert van Giffen en Jan Hendrik Holwerda. Hij werd correspondent voor het Rijksmuseum van Oudheden.
In 1931 werd Bellen overgeplaatst naar Assen en hij zette zijn zoektocht in Drenthe voort. Hij legde zich echter steeds meer toe op folklore en door zijn belangstelling in o.a. de zonnewende en leylijnen werd er een afstand gecreëerd tussen hem en de wetenschappelijke archeologie. Hij bestudeerde runen en het spijkerschrift. Ook bestudeerde hij de sagen en sprookjes van de gebroeders Grimm en sagen en legenden van de Veluwe, Drenthe, Groningen en Friesland. Hij ontmoette ook Dirk Jan van der Ven. 
In de Tweede Wereldoorlog was hij krijgsgevangene in Duitsland. In 1942 keerde hij terug naar Nederland. Hij werd eervol ontslagen.
Bellen schonk zijn agenda's met aantekeningen aan de Gelderse Archeologische Stichting, ze zijn nu in het archief van het Rijksdienst voor het Cultureel Erfgoed opgenomen' Het grootste deel van zijn verzameling werd gekocht door het Rijksmuseum van Oudheden, waar zijn vondsten uit grafheuvels nog steeds een kernonderdeel vormen van de enkelgraf- en klokbekercultuurcollectie. Latere vondsten gaf hij soms aan het Drents Museum.